# Anglity
Anglity [pronunciación en polaco: /anˈɡlitɨ/] (en alemán: Angnitten) es un pueblo ubicado en el distrito administrativo de Gmina Pasłęk, dentro del condado de Elbląg, Voivodato de Varmia y Masuria, en el norte de Polonia. Se encuentra a unos 7 kilómetros al noreste de Pasłęk, a 23 kilómetros al este de Elbląg, y a 61 kilómetros al noroeste de la capital regional Olsztyn.